# Eyraud-Crempse-Maurens
Eyraud-Crempse-Maurens – gmina we Francji, w regionie Nowa Akwitania, w departamencie Dordogne. W 2013 roku liczba ludności wynosiła 1630 mieszkańców. 
Gmina została utworzona 1 stycznia 2019 roku z połączenia czterech ówczesnych gmin: Maurens, Laveyssière, Saint-Jean-d'Eyraud oraz Saint-Julien-de-Crempse. Siedzibą gminy została miejscowość Maurens. 